# Бланшар, Эжени
Эжени Бланшар (фр. Eugénie Blanchard; 16 февраля 1896, остров Сен-Бартелеми — 4 ноября 2010, там же) — французская католическая монахиня, долгожительница, старейшая жительница планеты (2 мая 2010 — 4 ноября 2010).

## Биография
Родилась на острове Сен-Бартелеми, ранее входившем в заморский департамент Гваделупа. В 24 года решила стать монахиней и уехала на Кюрасао (Нидерландские Антильские острова). В 60 лет вернулась на родину, жила в семье сестры. В 84 года переехала в дом престарелых, где и жила до конца своей жизни.
Состояние здоровья Эжени в 114 лет было достаточно хорошим для столь солидного возраста, хотя она практически не видела и физически была очень слабой.
Скончалась 4 ноября 2010 года  в возрасте 114 лет 261 день на родном острове Сен-Бартелеми.